# Initiative populaire « pour combattre la crise économique et ses effets »
L'initiative populaire « pour combattre la crise économique et ses effets » est une initiative populaire fédérale suisse, rejetée par le peuple et les cantons le 2 juin 1935.

## Contenu
L'initiative propose d'insérer un nouvel article à la Constitution fédérale afin d'obliger la Confédération à prendre « les mesures nécessaires pour combattre la crise économique et ses conséquences » dans le « but d'assurer des conditions d'existence suffisantes à tous les citoyens suisses ».
Dans ce but, l'initiative précise neuf mesures à mettre en place pour une durée de cinq ans, prolongeable à l'infini ; ces mesures touchent la protection des salaires, la création de postes de travail, le désendettement des entreprises agricoles et artisanales, l'assurance chômage, l'aide aux exportations et au tourisme et enfin la réglementation des capitaux et des cartels.
Le texte complet de l'initiative peut être consulté sur le site de la Chancellerie fédérale.

## Déroulement

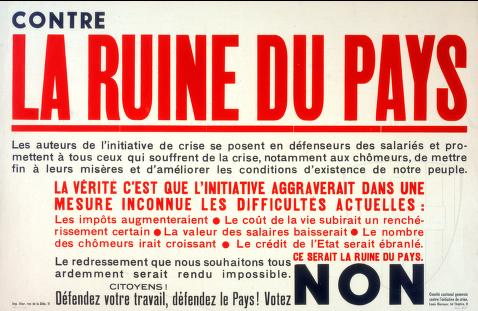
Affiche appelant à refuser l'initiative.

### Contexte historique
La Grande Dépression de 1929 qui touche l'ensemble de l'Europe dans le premier quart du XXe siècle, ne se fait ressentir en Suisse, par rapport aux pays voisins, que quelques années plus tard grâce aux chantiers publics financés en grande partie par l'État. La crise, qui se fait sentir dès 1932 en Suisse, atteint son point maximum en 1935 lorsque le volume d'exportation de l'industrie baisse de plus de 60 %. Outre l'octroi de subventions à l'agriculture et l'introduction, sur le plan cantonal puis fédéral, d'un embryon d'assurance chômage, le gouvernement fédéral agit principalement sur le plan financier en imposant deux plans de redressement des finances qui se traduisent par la levée d'un impôt fédéral et par la hausse des taxes douanières sur les biens de consommation.
Déçus par ces mesures jugées « dérisoires » et frappant principalement les classes les plus pauvres de la population, l'Union syndicale suisse, le mouvement des jeunes paysans et des associations d’employés rejoignent des membres du Parti socialiste suisse dans une « Communauté d’action nationale » qui lance cette initiative.

### Récolte des signatures et dépôt de l'initiative
La récolte des 50 000 signatures nécessaires a débuté le 15 mai 1934. Le 30 novembre de la même année, l'initiative a été déposée à la chancellerie fédérale qui l'a déclarée valide le 8 janvier 1935 en décomptant 334699 signatures valables (FF 1935 I 273).

### Discussions et recommandations des autorités

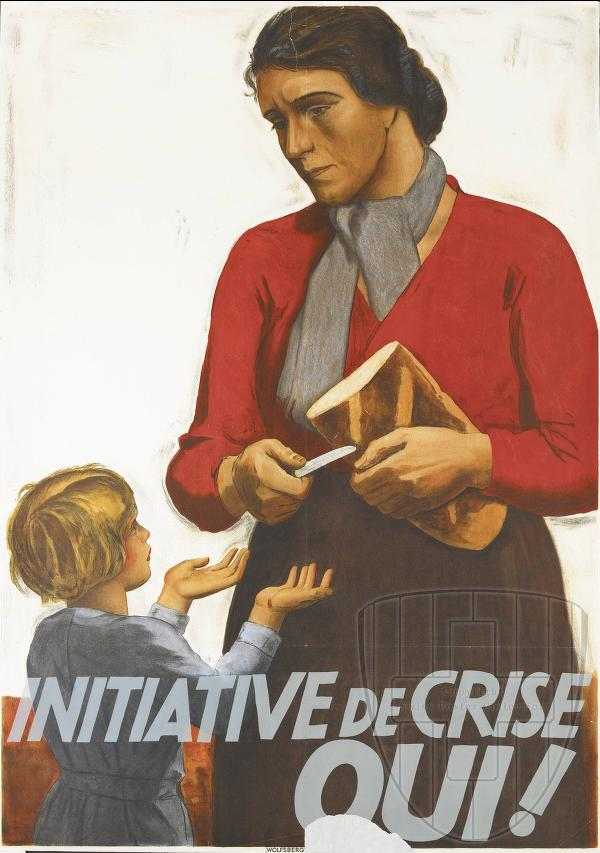
Affiche en faveur de l’initiative.

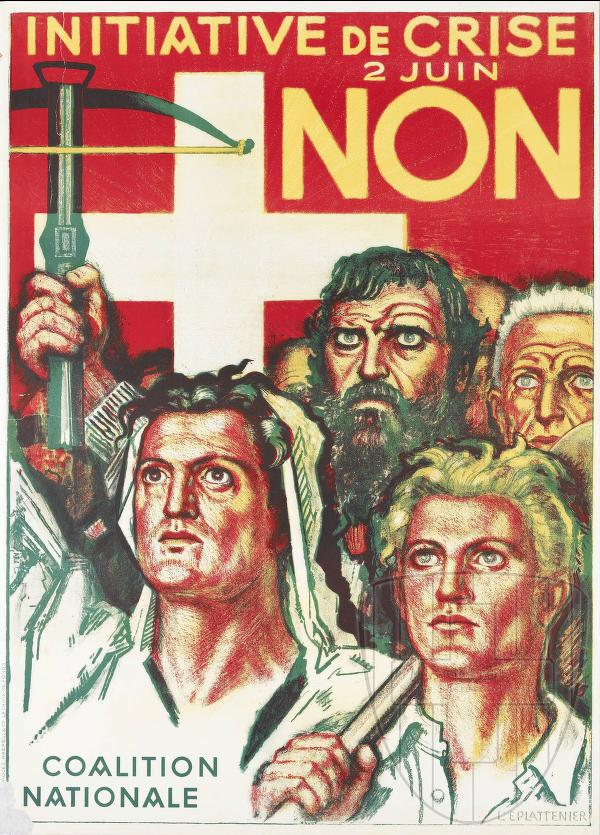
Affiche de Charles L'Eplattenier contre l'initiative.

Le parlement et le Conseil fédéral recommandent tous deux le rejet de cette initiative. Dans son message de près de 80 pages adressé à l'assemblée, le Conseil fédéral s'élève vivement contre cette initiative qui, selon lui, « poursuit des chimères » et « fait des promesses qui
ne pourraient être tenues » ; c'est, outre l'argumentation purement doctrinaire, sur le plan financier que le gouvernement attaque le plus les propositions des initiants qui ne proposent aucun autre moyen de financement que l'emprunt ou une inflation non contrôlée.
Pendant la campagne de votation, les adversaires de l'initiative vont multiplier leurs efforts pour combattre celle-ci : les affiches de campagne, dont certaines réalisées par Charles L'Eplattenier font appel aux mythes fondateurs de la Suisse, les communications envoyées par l'Union patronale suisse à ses membres pour les rendre attentifs aux « sérieuses conséquences d’une acceptation ».

### Votation
Soumise à la votation le 2 juin 1935, l'initiative est refusée par 15 4/2 cantons et par 57,2 % des suffrages exprimés. Le tableau ci-dessous détaille les résultats par cantons :

## Effets
Malgré son refus populaire, l'initiative aura plusieurs effets, dus au score relativement serré des résultats et surtout à la participation exceptionnellement haute de plus de 80 % des citoyens. Le principal effet sera, en 1936 la décision du gouvernement fédéral de dévaluer le franc suisse de 30 %, permettant ainsi une reprise des exportations. Les deux camps politiques, violemment opposés pendant la campagne, se réconcilient partiellement en mettant en place l'Emprunt de défense nationale la même année qui favorise la création d'emplois tout en permettant de réarmer le pays ; cet accord sera l'un des prémices à la signature, en 1937 de la « Paix du travail » entre les patrons et les syndicats du pays.